# Chiismo
El chiismo, islam chií o islam chiita (o chía, en árabe: شيعة‎, romanizado: shiʿa) constituye la segunda rama más grande del islam después del sunismo. Es el nombre tradicional por el que se conoce a la escuela de jurisprudencia islámica Ya'farita. El chiismo es profesado por alrededor del 5 % al 10 % de los 1900 millones de musulmanes existentes en el mundo.
El principal líder simbólico a nivel mundial es en la actualidad Ali al-Sistani.

## Significado
Un seguidor del Islam es conocido como «musulmán», mientras que un musulmán que cree que Ali ibn Abi Tálib fue el sucesor político (califa) y espiritual (imam) designado por el Profeta Mahoma es llamado «chía» —forma abreviada de «chíat-u-Ali», que significa «partidario de Alí»— término que ha sido castellanizado como «chiita» o «chií».
Chía, que significa literalmente ‘partidario’ o ‘seguidor’, se refiere a aquellos que consideran que la sucesión del Profeta es un derecho especial de su familia (y los descendientes del matrimonio entre Ali y Fátima az-Zahra), y a aquellos que en el campo de las ciencias y cultura islámicas siguen la escuela de la Ahl ul-Bayt.

## Historia
Etimológicamente, chía deriva del árabe shi‘a, que significa facción, partido, o seguidor. Se refiere históricamente a los seguidores de la shi'a del imam Ali, partido, facción o seguidores de Alí, en las luchas por el poder que siguieron a la muerte de Mahoma. Los chiíes consideran que poco antes de su muerte, Mahoma, al regresar de la peregrinación a La Meca, reunió a más de 100 000 creyentes en Ghadir Jum y dijo ante ellos que quienes le considerasen su maestro hiciesen lo mismo con 'Ali Ibn Abu Tálib.  
Usualmente, la postura chiita tradicional es que el califato (considerado derecho legítimo de Ali y orden directa de Mahoma) fue usurpado por Abu Bakr, Umar ibn al-Jattab, y Uthman ibn Affán respectivamente. Por ende, aunque los musulmanes sunitas consideran a los 4 califas ortodoxos como sucesores legitimos del Profeta Mahoma, los chiitas consideran a Ali ibn Abi Talib como el único y legitimo sucesor inmediato a Mahoma.

### Ghadir al-Jumm
En el Corán se menciona que al regresar de la última peregrinación, el Profeta Mahoma recibió la siguiente orden de Dios:

¡Oh, Mensajero, difunde lo que se te ha revelado de tu Señor; si no lo haces, sería como si no hubieras difundido el mensaje en lo absoluto. Dios te protegerá de la gente.
Corán 5:67.

Mahoma se detuvo en Ghadir al-Jumm el 18 de du l-hiyya del décimo año de la  Hégira para comunicar el mensaje a los peregrinos antes de que se dispersaran. Como hacía mucho calor, se construyó para él una tarima cubierta con ramas. Luego el Profeta dio un sermón muy extenso. En un momento le preguntó a sus fieles seguidores si él (Mahoma) tenía más autoridad (awla) sobre los creyentes de la que ellos tenían sobre sí mismos. La multitud gritó: «Sí, es así, Oh Apóstol de Alá». Entonces Mahoma tomó de la mano a Ali ibn Abi Tálib, su primo y yerno, y declaró: 

Man kuntu Maulahu fa hada Aliyun maulahu.
Para quien yo sea su Maulá, este Alí también es su Maulá.

El 18 de du l-hiyya de cada año se celebra en el mundo chiita el aniversario de la declaración de Ghadir al-Jumm.

### Sucesión de Mahoma
Cuando murió Mahoma en el año 632, un grupo de sus compañeros decidieron ignorar la proclamación de Ghadir al-Jumm y nombraron de entre ellos al sucesor del Profeta [eligiendo a Abu Bakr como califa en lugar de Ali]. No obstante, parte de los creyentes tomaron partido por Ali ibn Abi Tálib, primo y yerno de Mahoma, ya que consideraban que este era su único sucesor legítimo dado que había sido la persona más cercana a Mahoma, y el Profeta lo había señalado como sucesor en varias ocasiones, la más notable en Ghadir al-Jumm. Este grupo de partidarios de Alí (chíat-u-Ali) se negaron a reconocer a los sucesivos califas o sucesores del Profeta: Abu Bakr, Umar y Uthmán.
Tras la muerte de este último, Alí es finalmente elegido califa. Sin embargo, acusado de haber instigado la muerte de su predecesor, su poder será contestado por Mu'awiya, gobernador de Siria y miembro de la familia de los Omeyas, iniciándose así una guerra civil entre ambas facciones. En el campo de batalla de Siffín ambos líderes aceptaron someter sus diferencias al dictamen de un árbitro independiente. Sin embargo, de las filas de Alí surgirá una tercera facción, la de los jariyíes, que no aceptaron el arbitraje. Esta facción asesinó a Alí en el 661, y el mismo día trataron de acabar también con Mu'awiya y con el árbitro, sin lograrlo. 
Los partidarios de Alí pusieron entonces sus esperanzas en su hijo Hasan, que presionado y engañado por Mu'awiya renunció al poder. El segundo hijo de Alí, Husáyn ibn Ali, se negó a jurar lealtad a Mu'awiya, debido a su corrupción, y fue muerto junto a 72 seguidores en la Batalla de Karbalá (Irak) contra el ejército de Yazid, hijo de Mu'awiya, compuesto por más de treinta mil hombres. Su muerte en el campo, en 680, marcará el principio del cisma entre los chiíes y aquellos a quienes se llamará más tarde «suníes». Los chiíes conmemoran este suceso el día de Ashura, el décimo día del mes Muharram.
Tras el suceso de Ashura (el martirio de Husáyn ibn Ali) los chiíes nombraron a Ali ibn al-Husayn como el siguiente Imam. Sin embargo, una minoría, conocida como Kisaniyah, siguió a Muhámmad Ibn Hanafiyah como su Imam y lo consideró como el cuarto y último Imam.
Ali ibn al-Husayn muere martirizado el año 95 de la Hégira en Medina (el 712 en el calendario gregoriano). Los chiíes nombran entonces a Muhámmad al-Báqir como siguiente Imam. De nuevo, una minoría, conocida como los Zaidíes, discrepó de esta sucesión y consideraron que el Imam debía ser Zaid Ibn Alí, otro hijo del Imam Sayyad.
Tras la muerte de Muhámmad al-Báqir, los chiíes nombraron Imam a Yá‘far as-Sádiq y luego a Musa ibn Ya'far (Musa al-Kazim). Este último nombramiento causó un nuevo cisma entre los chiíes, puesto que un grupo consideró que Ismaíl (otro hijo del Yá‘far as-Sádiq) debía ser el siguiente Imam después de Sádiq. Son los llamados Ismailíes. Simultáneamente, otro grupo, conocido como los Fatahíes, siguió a Abdul·lah Aftah, hermano de Musa ibn Ya'far.
Musa ibn Ya'far muere el 25 de Rayab del año 183 de Hégira, y los chiíes nombran como siguiente Imam a Ali ibn Musa (Alí ibn Musa ar-Rida). Algunos chiíes conocidos como los Waqifiyah (aquellos que se detuvieron en el séptimo Imam) consideran que no hay ningún Imam tras la muerte de Musa ibn Ya'far.
Tras el martirio de Ali ibn Musa, los chiíes siguieron a su hijo Muhammad al-Yawad y, más tarde, a Ali al-Hadi. Después de su martirio los chiíes siguieron a Hasan al-Askari y luego también a Mahdi ibn Hasan.
Este último tiene una especial consideración para los chiíes. Según sus creencias, el Mahdi sigue con vida, oculto. También creen que es el salvador esperado por la humanidad.

### Imanes
Los imanes de los chiíes son doce:
1. Ali ibn Abi Tálib (600-661), también conocido como Ali, Amir al-Mu'minin.
2. Hasan ibn Ali (625-669), también conocido como Hasan al-Mujtaba.
3. Husáyn ibn Ali (626-680), también conocido como Husayn al-Shahid, o Sah Husseyin.
4. Ali ibn al-Husáyn (658-713), también conocido como Ali Zayn al-Abidin.
5. Muhámmad ibn Ali (676-743), también conocido como Muhámmad al-Báqir.
6. Yá'far ibn Muhámmad (703-765), también conocido como Yá‘far as-Sádiq.
7. Musa ibn Ya'far (745-799), también conocido como Musa al-Kazim.
8. Ali ibn Musa (765-818), también conocido como Ali al-Riza.
9. Muhámmad ibn Ali (811-835), también conocido como Muhammad al-Yawad.
10. Ali ibn Muhámmad (829-868), también conocido como Ali al-Hadi.
11. Hasan ibn Ali (846-874), también conocido como Hasan al-Askari.
12. Muhammad al-Mahdi (nacido en el 869), también conocido como Mahdi.[10]

## Teología y principios del chiismo
La fe islámica chiita es vasta e incluye muchos grupos diferentes. Las creencias teológicas y prácticas religiosas chiíes, como sus oraciones, difieren ligeramente de las de los suníes. Si bien todos los musulmanes oran cinco veces al día, los chiíes tienen la opción de combinar el Dhuhr con el Asr y el Magrib con el Isha', en tanto hay tres distintas horas mencionadas en el Corán. Los suníes tienden a combinarlas sólo bajo ciertas circunstancias. El islam chií comprende un sistema completamente independiente de interpretación religiosa y autoridad política en el mundo musulmán. La identidad chií original se refería a los seguidores del Imán Alí y la teología chií se formuló en el siglo II A.H. (después de la Hégira, siglo VII). Los primeros gobiernos y sociedades chiíes se establecieron para finales del siglo II AH (siglo IX). Louis Massignon se ha referido al siglo IV AH (siglo X) como «el siglo ismaelí chiita en la historia del Islam».
Según la doctrina chií los principios de la religión son cinco:
- Monoteísmo

Los chiíes creen en la existencia de un único Dios, creador y gobernante. La mayoría de los versículos del Corán sobre esta materia enfatizan la Unidad de Dios con respecto a la Creación, las órdenes (la dirección del mundo) y el culto. En él se indica que Dios es el único creador del mundo, que solamente Él tiene la autoridad soberana sobre el mismo, y por lo tanto, solamente Él merece ser adorado.
- Justicia Divina

Todos los musulmanes (incluyendo a los chiíes) creen en la Justicia de Dios ya que la justicia debe formar parte de los atributos de la perfección que se le atribuyen. Basan esta creencia en las palabras del Corán que niega para Dios cualquier forma de opresión y se refiere a Él como «establecedor de la equidad».
- ProfecíaLos chiíes creen que la profecía es la principal vía de comunicación entre Dios y el ser humano. Un profeta (Nabí) debe informar de la revelación de Dios y tiene, por tanto, la función de la profecía (Nubuwwah), es decir, la función de traer la Ley Divina o Sharíah. Según los chiíes, un profeta es la manifestación perfecta de Dios y tiene el poder esotérico de iniciar a los hombres en los misterios divinos.[13]
- ImamahUno de los principios de la creencia del chiita es el Imamat o Imanato (ser Imam o Imán). Imam, desde el punto de vista de la filología, significa líder y abanderado; también para los chiitas significa una persona con una relevancia especial dentro del islam y que ejerce el liderazgo de los creyentes.[11]

La imamah (Imamato o liderazgo) posee en el islam un sentido amplio, que abarca tanto el liderazgo intelectual como la autoridad política. Tras el fallecimiento del Profeta, se buscó en el Imam a alguien capaz de enseñar a la gente la cultura coránica, las verdades religiosas y las disposiciones sociales, alguien digno de ser seguido (e imitado) en todos los aspectos, métodos y dimensiones, de modo que se preservara el legado de Mahoma y sus objetivos, así como para dar continuidad a la conducción de sus creyentes.
- Escatología

Yaum al-Qiyamah (يوم القيامة; literalmente: «Escatología o Día de la Resurrección» (Corán 71:18), también conocida como «la Hora» (Corán 31, 34, 74, 47), «Día de la Cuenta» (Corán 72.130), «Día del Encuentro», «Día del Juicio», «Día de la angustia» (Corán 74, 9), o el «Gran Anuncio») es el Juicio Final para los creyentes chiíes.
Los chiíes creen en Qiyamah como uno de los principios fundamentales del islam. Creen que después de la aniquilación de este mundo, Dios levantará la humanidad para el Juicio Final. En este juicio cada uno será responsable de lo que haya cometido (Corán 74, 38), y cada ser humano tendrá que responder ante sus hechos.

### Ramificaciones
Según la doctrina chií las ramificaciones de la religión, siguiendo la clasificación más utilizada, son:
1. El rezo (Oración).
2. El ayuno.
3. El jums (quinto).
4. La limosna obligatoria (zakat).
5. La peregrinación (hach).
6. El esfuerzo en el camino de Dios (yihad).
7. El ordenar el bien.
8. El prohibir el mal.
9. La amistad.
10. La exoneración.

### Hadiz
Los chiíes creen que el estatus de Alí tiene soporte en numerosos hadices, incluyendo el Hadiz del Estanque de Khumm, el Hadiz de las dos cosas pesadas, el Hadiz de la pluma y el papel, el Hadiz de la invitación de las familias cercanas y el Hadiz de los Doce Sucesores. En particular, el Hadiz del Manto es citado con frecuencia para ilustrar los sentimientos de Mahoma hacia Alí y su familia por parte de escolares tanto suníes como chiíes. Los chiíes prefieren hádices atribuidos a los Ahlul Bayt y sus compañeros cercanos, y tienen su propia colección de hadices.

### Profesión de fe
La versión chiita de la Shahada, el credo islámico, difiere de la de los suníes. La Shahada suní afirma que «No hay dios con excepción de Dios, Mahoma es el mensajero de Dios», pero a esto los chiíes añaden que «Alí es el Wali (custodio) de Dios» ( علي ولي الله). Esta frase ejemplifica el énfasis chií en la herencia de autoridad a través del linaje de Mahoma. Las tres cláusulas de la Shahada chií abordan por tanto el tawhid (la unidad de Dios), el nubuwwah (el profetismo de Mahoma), y el imamah (imanato, el liderazgo de la fe). 
La base de Alí como el «wali» es tomada de un verso específico del Corán, la Aleya de Wilayah.

### Infalibilidad
Ismah es el concepto de infalibilidad o «libertad otorgada por Dios sobre el error y el pecado» en el islam. Los musulmanes creen que Mahoma y otros profetas en el islam poseían ismah. Los musulmanes chiíes imamíes (duodecimanos) e ismaelíes le atribuyen también esta cualidad a los imanes así como a Fátima, la hija de Mahoma, en contraste con los zaidinos, que no le atribuyen ismah a los imanes. Aunque empezó inicialmente como un movimiento político, la infalibilidad e impecabilidad de los imanes evolucionó después como una creencia distintiva del chiismo (no zaidino).
De acuerdo con los teólogos chiíes, la infalibilidad se considera una precondición racional necesaria para la guía espiritual y religiosa. Argumentan que puesto que Dios ha ordenado obediencia absoluta de estas personas, éstas deben por tanto sólo ordenar aquello que es correcto. El estado de infalibilidad se basa en la interpretación chií del verso de purificación (verso 33 del Al-Ahzab). De esta manera, ellos son los más puros, los únicos inmaculados preservados de, e inmunes a, toda suciedad. No significa que haya poderes sobrenaturales evitando que cometan un pecado, sino que gracias a su absoluta creencia en Dios, se abstienen de hacer cualquier cosa que sea pecado.
Tienen también un conocimiento pleno de la voluntad de Dios. Poseen todo el conocimiento traído por los ángeles a los profetas (nabi) y a los mensajeros (rasul). Su conocimiento abarca la totalidad de todos los tiempos. Actúan, por tanto, sin falla en asuntos religiosos. Los chiíes consideran a Alí como el sucesor de Mahoma, rigiendo no solo sobre la comunidad en justicia, sino también interpretando las prácticas islámicas y su significado esotérico. De allí que fuese considerado como libre de error y de pecado (infalible), y escogido por Dios por decreto divino (nass) para ser el primer Imán. Alí es conocido como «hombre perfecto» (al-insan al-kamil) similar a Mahoma, de acuerdo con el punto de vista chií.

### Ocultamiento
El Ocultamiento (al-Ghayba, o ghaybat en persa) es la creencia en algunas formas del islam chií de que una figura mesiánica, un imán oculto conocido como el Mahdi, regresará un día y llenará el mundo de justicia. De acuerdo con los chiíes imamíes, el objetivo principal del Mahdi será establecer un estado islámico y aplicar las leyes islámicas que le fueron reveladas a Mahoma. El Corán no contiene versos sobre el Imanato, que es la doctrina básica del islam chií.
Algunos chiíes, como los Zaidinos y los Ismaelíes Nizaríes, no creen en la idea del Ocultamiento. Los grupos que sí creen en ello difieren en cuanto a cuál linaje del Imanato es válido, y por tanto en cuanto a qué individuo es el que ha entrado en ocultamiento. Creen que hay muchos signos que indicarán el momento de su retorno.
Los Imamíes creen que el Mahdi (el duodécimo imán, Hujjat-Allah al-Mahdi, de nombre Abu ul-Qásim Muhámmad, hijo de Hasan al-Askari) se encuentra ya en la tierra, está en ocultamiento (originalmente para escapar de sus perseguidores), y regresará al final de los tiempos. Los Fatimíes/Bohras/Bohras Da'udíes creen lo mismo pero hacia su 21.º Tayyib, At-Tayyib Abu'l-Qasim, en tanto que los suníes creen que el futuro Mahdi no ha llegado aún a la tierra.

### Herencia
Se cree que los armamentos y objetos sagrados de todos los Profetas, incluyendo a Mahoma, fueron dados en sucesión a los imanes de la Ahlul Bayt. En el Kitab al-kafi, Yaʿfar as-Sadiq menciona que «conmigo se encuentran las armas del Mensajero de Alá. No está abierto a disputa».
Más aún, afirma que con él se encuentran la espada del Mensajero de Dios, su escudo de armas, su Lamam (gallardete) y su casco. Además, menciona que con él se encuentra la bandera del Mensajero de Dios, el victorioso. Con él están el Báculo de Moisés, el anillo de Salomón y la bandeja en la que Moisés solía dar sus ofrendas. Con él se encuentra el nombre que cuando fuese que el Mensajero de Dios lo coloque entre los musulmanes y paganos ninguna flecha de los paganos alcanzará a los musulmanes. Con él se encuentra el objeto similar que trajeron los ángeles.
As-Sádiq narra también que la sucesión de armamentos es sinónima a recibir el Imanato (liderazgo), similar a cómo el Arca de la Alianza en la casa de los israelitas señalaba la facultad del profeta. 
El Imán Ali ibn Musa narra que «doquiera que los armamentos entre nosotros vayan, el conocimiento irá tras ellos y los amamentos nunca se separarán de aquellos con conocimiento (Imanato)».

## Difusión

Estados islámicos con más de un 10% de población musulmana
Verde: zonas suníes, Rojo: zonas chiíes, Azul: ibadíes (Omán)

## Lugares santos

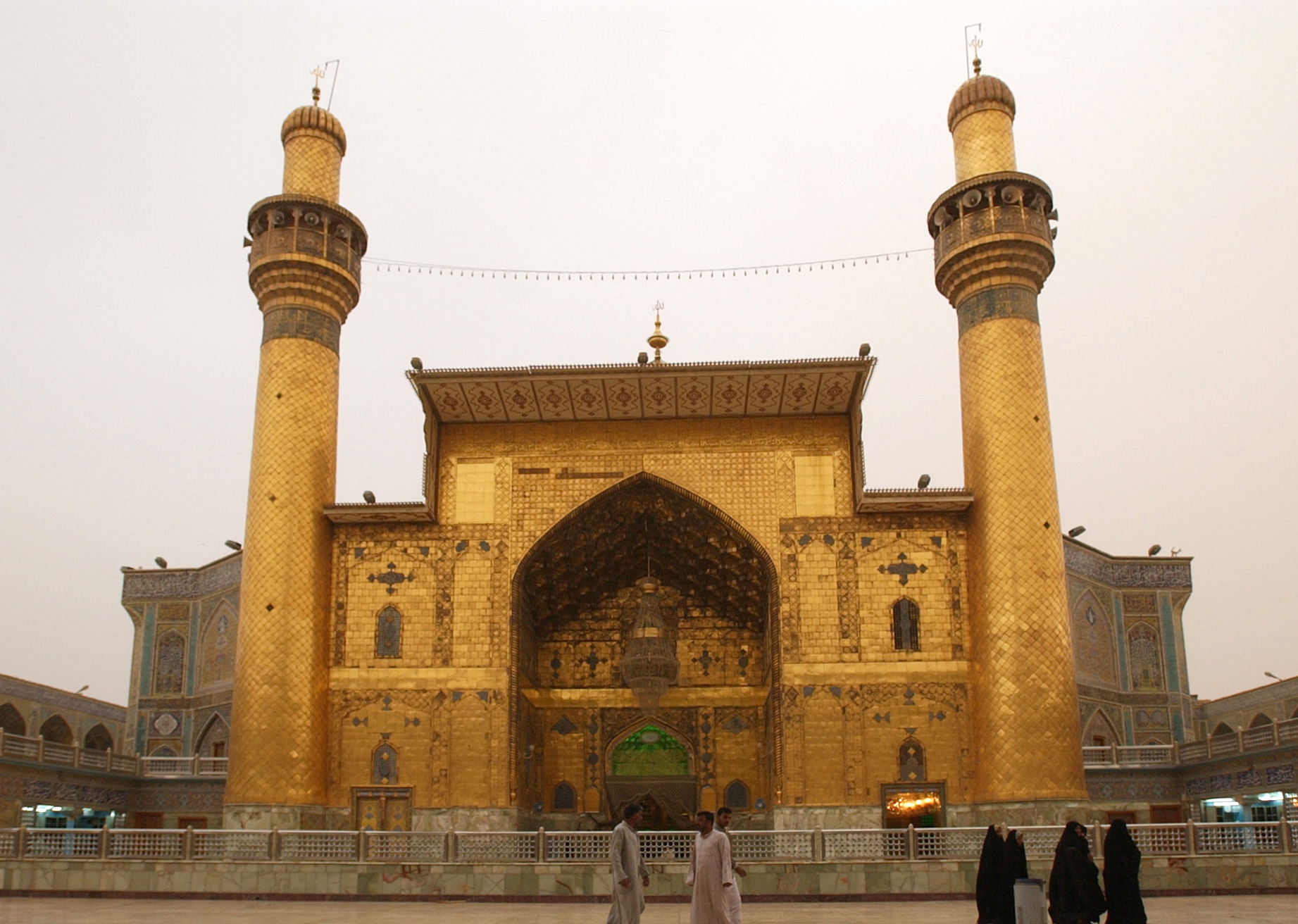
Mezquita del Imán Alí.